# 카스파르 코르보
카스파르 코르보(네덜란드어: Caspar Corbeau, 2001년 4월 3일~)는 네덜란드의 수영 선수로 주 종목은 평영이다. 2020년 하계 올림픽과 2024년 하계 올림픽에 네덜란드 국가대표로 참가했으며 2024년 올림픽에서 남자 평영 200m 부문 동메달을 획득했다. 또한 세계 선수권 대회에서 은메달 2개, 동메달 1개를 획득했다.